# Serkan Kırıntılı
Serkan Kırıntılı (sinh 15 tháng 2 năm 1985) là một thủ môn bóng đá Thổ Nhĩ Kỳ thi đấu cho câu lạc bộ Thổ Nhĩ Kỳ ở Süper Lig Konyaspor.

## Danh hiệu
Fenerbahçe
- Süper Lig (1): 2010–11
- Cúp bóng đá Thổ Nhĩ Kỳ (2): 2011–12, 2012–13

Konyaspor
- Cúp bóng đá Thổ Nhĩ Kỳ (1): 2016–17
- Siêu cúp bóng đá Thổ Nhĩ Kỳ (1):  2017